# Abarbarea
Abarbarea (gr. Ἀβαρβαρέα Abarbaréa, Αβαρβαρέη Abarbéē, łac. Abarbarea) – w mitologii greckiej jedna z najad. Miała za złe Nikai, że zabiła Hymnusa. Była kochanką Bukaliona, syna króla Troi – Laomedona, i miała z nim dwóch synów: Eseposa i Pedasosa.